# Hot (I Need to Be Loved, Loved, Loved)
"Hot (I Need To Be Loved, Loved, Loved, Loved)", também conhecida como "Hot (I Need to Be Loved, Loved, Loved)", é uma canção funk de  James Brown. Lançada como single em dezembro de 1975, alcançou o número 31 da parada R&B. A canção usa o riff principal da canção de  David Bowie, "Fame", lançada anteriormente no mesmo ano. O guitarrista Carlos Alomar, que criou o riff e foi co-autor de "Fame", esteve brevemente na banda de James Brown no fim dos anos 1960. A canção também aparece como a faixa de abertura no álbum de Brown de 1976 Hot.